# Flavius Vibianus
Flavius Vibianus (sein Praenomen ist nicht bekannt; möglicherweise war sein Name jedoch Caelius Vibianus oder Gaius Aelius Vibianus) war ein im 3. Jahrhundert n. Chr. lebender Angehöriger des römischen Ritterstandes (Eques).
Durch eine Weihinschrift auf einem Altar, der beim KastellAballava gefunden wurde und der auf 253/255 datiert wird, ist belegt, dass Vibianus Tribun einer Kohorte war. Laut John Spaul war er Tribun der Cohors I Augusta Nerviana Germanorum, die zu diesem Zeitpunkt in der Provinz Britannia stationiert war. Aus der Inschrift geht darüber hinaus hervor, dass er zugleich Praepositus des Numerus Maurorum Aurelianorum Valeriani Gallieni war.